# 韓玄
韓玄（？—？），東漢末年至三國時期人，在漢末擔任荊州的長沙太守。据《三國誌 ·蜀書六》載，劉備在赤壁之戰後，推薦劉琦擔任荊州刺史，又南征荊州四郡。像秋風掃落葉一般，武陵太守金旋、長沙太守韓玄、桂陽太守趙範、零陵太守劉度都望風而降。後來韓玄仍然擔任長沙太守，但受討虜將軍黃忠管轄，成為蜀漢的官員。

韓玄墓位於今長沙市四大名校之一的長郡中學內。清代汪应铨《韩玄墓记》载：韩玄“威信智略，足以服人”，“宽厚爱人，玄与三郡俱降，兵不血刃，百姓安堵，可谓知顺逆之理，有安全之德。”对韩玄评价甚高，似在为其正名。

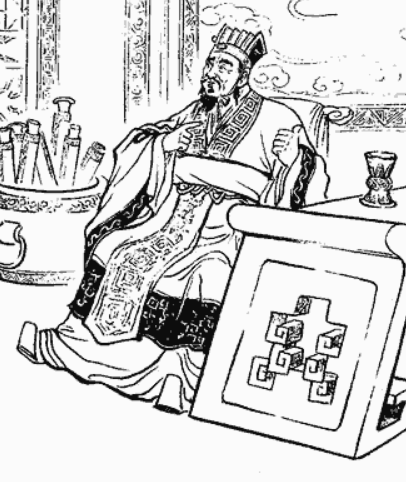
连环画《三国演义》（1957年版）中的韩玄画像

## 小說演義傳說
- 《三國演義》对韩玄的描述是“（却说长沙太守韩玄）平生性急，轻于杀戮，众皆恶之”，原自於《三國志平話》[1]。而在關羽戰長沙时，韓玄責黃忠出戰不利有通敵之嫌，想把黃忠斬首示眾，引起部將魏延不滿，遂殺韓玄救下黃忠，投降了關羽。
- 相傳魏延在城內追殺長沙太守韓玄，韩玄從南城墻上往北而逃，在兩條小巷內將靴子脫下擺向別的方向想以此來迷惑魏延，魏延識破韓玄的脫靴疑陣最終將其刺殺。後人將這兩條小巷取名為“南倒脫靴”、“西倒脫靴”。
- 今長沙市內有一古巷名“賜閑湖”，古名“刺韓湖”（長沙方言中“韓”與“閑”同音）相傳是一個長沙城內的一個小湖。因是當年魏延刺殺韓玄之處而得名。
- 然而又被虛構為魏國將領韓浩之兄，因此演義中韓玄身亡之後，韓浩於漢中攻防戰為其虛構之兄韓玄報仇與黃忠交戰而犧牲。
- 於《三國志平話》中，韓玄被更名為韓國忠，為武陵太守。[2]

## 相關文藝作品

### 漫畫
- 《火鳳燎原》（陳某）: 劉備攻打荆南四郡時登場，早已洞悉赤壁之戰形勢及日後天下將會三分，意圖取代劉備成為其中一強，後來大勢已去便聽馬良之言投降，後被馬謖殺害。

### 影視作品
| 年份   | 劇名               | 演員   | 剧中姓名 | 註解 |
| 1994年 | 電視劇《三国演义》 | 黄小立 | 韓玄     |      |
| 2010年 | 電視劇《三國》     | 應強   | 韓玄     |      |